# ستيوارت فورستر
ستيوارت فورستر (بالإنجليزية: Stuart Forster)‏ هو مصور وصحفي بريطاني، ولد في 1975.

## وصلات خارجية
- الموقع الرسمي